# Hinsdale (CDP, New Hampshire)
Hinsdale CDP ist ein Census-designated place (CDP) in der Town of Hinsdale im Cheshire County im US-Bundesstaat New Hampshire. Die Volkszählung von 2020 erfasste 1.485 Einwohner. Der CDP wurde im Jahr 2002 erstmals vom Census definiert. In diesem liegt der Kernort der Town of Hinsdale.

## Lage
Der Ort liegt bei den Koordinaten 42° 47' 19.27" Nord und 72° 29' 18.06" West auf einer Höhe von 109 Metern über dem Meeresspiegel am Connecticut und dem Ashuelot River. Die 6,2 km² große Fläche des Gebietes setzt sich zusammen aus 6 km² Land- und 0,2 km² Wasserfläche. Durch den Ort führt die New Hampshire Route NH-119, die hier die NH-63 kreuzt.